# Grande Charte de Montpellier
La Grande Charte (Magna carta) proclamée à Montpellier le 15 août 1204 est le texte fondateur du consulat de Montpellier. C'est donc un document majeur dans l'histoire communale de la ville. Il s'agit de l'ensemble des coutumes et privilèges des habitants de Montpellier pour la première fois mis par écrit et approuvés par les seigneurs de la ville, Pierre II d'Aragon et Marie de Montpellier à la suite de leur mariage le 15 juin 1204.
Cet acte expose par une série de 123 articles les règlements en vigueur en ville, le fonctionnement du consulat, les rapports entre le seigneur et les Montpelliérains, et concernent les aspects judiciaires et politiques ainsi que les privilèges et immunités. Ces règlements, qui offraient une certaine liberté, permirent d'attirer nombre d'habitants à Montpellier.